# Okunin (Ukraina)
Okunin – wieś na Ukrainie, w obwodzie wołyńskim, w rejonie kowelskim. W 2001 roku liczyła 166 mieszkańców.
W czasie okupacji niemieckiej ukraiński mieszkaniec wsi Iwan Necziporuk ukrywał Żyda Abrahama Awrecha, za co w 2016 roku Instytut Jad Waszem uhonorował go tytułem Sprawiedliwego wśród Narodów Świata.
Do 2020 w rejonie turzyskim.